# Béla Kenéz
Béla Kenéz (ur. 20 grudnia 1922 w Ceglédzie, zm. 31 marca 1994 tamże) – węgierski zapaśnik walczący w stylu klasycznym. Olimpijczyk z Helsinek 1952, gdzie zajął dziewiąte miejsce w kategorii do 52 kg.
Szósty na mistrzostwach świata w 1953 roku.
Mistrz Węgier w 1948, 1954 i 1955; drugi w 1946, 1949, 1953 i 1956, w stylu klasycznym. Pierwszy w 1948 i 1952; drugi w 1946 i 1953, w stylu wolnym.

## Letnie Igrzyska Olimpijskie 1952
| Konkurencja          | Rundy eliminacyjne      | Rundy eliminacyjne     | Rundy eliminacyjne      | Klas. końcowa |
| Konkurencja          | Przeciwnik I            | Przeciwnik II          | Przeciwnik III          | Miejsce       |
| -------------------- | ----------------------- | ---------------------- | ----------------------- | ------------- |
| 52 kg styl klasyczny | Fahrettin Akbaş (TUR) Z | Borivoje Vukov (YUG) P | Boris Guriewicz (SUN) P | 9.            |